# Salem (comtat de Fulton)
Salem és una població dels Estats Units a l'estat d'Arkansas. Segons el cens del 2000 tenia 1.591 habitants.

## Demografia
Segons el cens del 2000, Salem tenia 1.591 habitants, 679 habitatges, i 412 famílies. La densitat de població era de 226,7 habitants/km².
Dels 679 habitatges en un 27,1% hi vivien nens de menys de 18 anys, en un 46,4% hi vivien parelles casades, en un 11,8% dones solteres, i en un 39,3% no eren unitats familiars. En el 37% dels habitatges hi vivien persones soles el 21,8% de les quals corresponia a persones de 65 anys o més que vivien soles. El nombre mitjà de persones vivint en cada habitatge era de 2,22 i el nombre mitjà de persones que vivien en cada família era de 2,92.
Per edats la població es repartia de la següent manera: un 23,4% tenia menys de 18 anys, un 7,9% entre 18 i 24, un 23,6% entre 25 i 44, un 19,2% de 45 a 60 i un 26% 65 anys o més.
L'edat mediana era de 41 anys. Per cada 100 dones de 18 o més anys hi havia 73,6 homes.
La renda mediana per habitatge era de 20.714 $ i la renda mediana per família de 28.359 $. Els homes tenien una renda mediana de 22.368 $ mentre que les dones 17.356 $. La renda per capita de la població era de 12.891 $. Entorn del 17,8% de les famílies i el 21,8% de la població estaven per davall del llindar de pobresa.

## Poblacions més properes
El següent diagrama mostra les poblacions més properes.